# Stefanos Athanasiadis
Stefanos Klaus Athanasiadis (grekiska: Στέφανος Αθανασιάδης), född 24 december 1988 i Lakoma, Chalkidike, Grekland, är en grekisk fotbollsspelare som för närvarande spelar som anfallare (tidigare libero) för PAOK FC. Han är av blandad grekisk och tysk härkomst. 

## Ungdomsår
1996 började Athanasiadis spela med PAOK:s ungdomslag. 1998 deltog han i en ungdomsturnering i Trieste, Italien. Där imponerade han så mycket så att den lokala klubben Triestina erbjöd honom att stanna kvar för spel i klubbens ungdomslag. Dock så kunde varken Stefanos eller hans familj anpassa sig till den italienska livsstilen så efter bara en månad så lämnade familjen Italien för Berlin och Stefanos började spela med Hertha Berlin. Även i Tyskland stannade han bara en dryg månad innan han flyttade hem till Grekland igen.

## PAOK
Athanasiadis återvände till PAOK:s juniorlag i augusti 1998, där han gick hela vägen från junior-, till A-lag. Han flyttades upp till reservlaget 2004 och säsongen 2006/2007 gjorde Stefanos 24 mål då PAOK dominerade Reservligan. Hans prestationer under säsongen gjorde så att han skrev på ett 3-årskontrakt.
Debuten gjorde han 24 februari 2007 hemma mot Larisa, då han kom in som avbytare, i en match som PAOK förlorade med 1-3. Första matchen från start var även den mot Larisa, då gjorde han två mål i första halvlek. Dock så blev det en ny förlust, den här gången med 3-4.